# Cornel Ciupercescu
Cornel Ciupercescu (n. 22 februarie 1945 – d. 4 decembrie 2022) a fost un actor român de teatru și film.

## Biografie
A absolvit în anul 1970 cursurile Institutului de Artă Teatrală și Cinematografică „I.L.Caragiale” din București, la clasa prof. George Carabin. A activat ca actor la Teatrul de Stat din Târgu Mureș (1970-1971), Teatrul Municipal din Ploiești (1971-1990) și Teatrul Evreiesc de Stat din București (din 1990).

## Filmografie
- Conspirația (1973) - Avramescu
- Capcana (1974)
- Un august în flăcări (1974)
- Actorul și sălbaticii (1975) - legionar
- Înainte de tăcere ‎(1978)
- Între oglinzi paralele (1979)
- La răscrucea marilor furtuni (1980) - Nicolae Bălcescu
- Munții în flăcări (1980) - Nicolae Bălcescu
- 1848 (1980) - Nicolae Bălcescu
- Destinația Mahmudia (1981)
- Castelul din Carpați (1981) - Frâncu Slătineanu
- Năpasta (1982)
- Misterele Bucureștilor (1983) - Nicolae Bălcescu, membru al „Frăției”
- Cel mai iubit dintre pămînteni (1993)
- Începutul adevărului (Oglinda) (1994) - Gheorghe I. Brătianu
- Femeia în roșu (1997) - barmanul italian
- Trenul vieții (1998)
- Amen. (2002) - tatăl lui Berthe
- Accords et à cris (2002) - vizitatorul
- Une place parmi les vivants (2003)
- Totul pentru copiii mei (2004)
- Le domaine perdu (2005)
- Tatăl fantomă (2011)
- Nașa (2011)